# Назаренко, Иван Тимофеевич
Иван Тимофеевич Назаренко (1915 — ?) — советский украинский партийный и государственный деятель, председатель Николаевского облисполкома (1953—1961).

## Биография
Родился в семье крестьянина-бедняка. Украинец.
В 1934-1939 годах — учитель, директор школы села Михайловки Казанковского района Николаевской области. Одновременно учился на заочном отделении педагогического института.
Член ВКП(б) с 1939 года.
В 1939-1940 годах — секретарь Казанковского районного комитета ЛКСМУ.
В ряды РККА призван Казанковским РВК Николаевской области в 1940 году. Учился в политическом училище войск НКВД. Участник Великой Отечественной войны. Воевал на Сталинградском, Юго-Восточном и Воронежском фронтах. Занимал должности секретаря партбюро батальона Сталинградского военно-политического училища, заместителя командира 86-го стрелкового полка 180-й стрелковой дивизии по политчасти, заместителя начальника политотдела 45-й учебной стрелковой дивизии Приволжского военного округа, майор. Был трижды ранен, последний раз — тяжело, в результате чего потерял левый глаз.
С 1946 года работал на руководящей партийной работе в Еланецком районном комитете КП(б)У Николаевской области. С 1947 года — 1-й секретарь Веселиновского районного комитета КП(б)У Николаевской области. Затем работал 1-м секретарем Вознесенского районного комитета КП(б)У Николаевской области. В марте 1953 — марте 1961 годах — председатель исполнительного комитета Николаевского областного совета депутатов трудящихся.
Избирался депутатом Верховного Совета Украинской ССР 4-го (1955-1959) и 5-го (1959-1963) созывов. Кандидат в члены ЦК КП Украины (1954—1961).